# Supercúmulo de Coma
El Supercúmulo de Coma, que también es conocido como Abell 1656, es una pequeña estructura del Universo. Localizado a 300 millones de años luz de la Tierra, esta se encuentra en el centro de la Gran Muralla. El supercúmulo de Coma es el cúmulo masivo de galaxias más próximo, tiene una forma esférica con un diámetro de 20 millones de años luz y contiene más de 3000 galaxias. Está localizado en la constelación Coma Berenices. Pese a su pequeño tamaño contiene un gran número de galaxias. Estas están localizadas en sus 2 mayores cúmulos de galaxias, en el Cúmulo de Coma y el Cúmulo de Leo. Ha sido uno de los primeros supercúmulos en ser descubiertos y ha ayudado mucho a los astrónomos en su labor para entender la estructura del universo.